# 湯姆·菲頓
湯瑪斯·菲頓（英語：Thomas J. Fitton，1968年5月30日—）是美國保守派人士，監督組織「司法觀察」的主席。

## 生平
菲頓出生於紐約州西奈阿克。擁有喬治華盛頓大學的英語學士學位。自1998年以來，擔任保守派監督組織「司法觀察」的主席。
菲頓是穆勒調查案的強烈批評者，將該項調查稱為對時任美國總統川普的政變。
2020年10月10日，菲頓被川普任命為哥倫比亞特區司法資格和司法任期審查委員會的成員，任期到2025年7月29日。
在國家政策委員會2020年8月的一次會議上，菲頓稱美國左派人士打算將2020年美國選舉推遲到2021年1月20日，以便讓眾議院議長南西·裴洛西成爲代理總統。後來他還補充說，“這可能引發内戰”。

## 獎項
- 在2015年的年度保守政治行動會議上，獲美國保守派聯盟授予憲法捍衛者獎[8]。

## 外部連結
- 湯姆·菲頓的X（前Twitter）
- C-SPAN內的頁面（英文）
- 湯姆·菲頓在互联网电影资料库（IMDb）上的資料（英文）